# جوشن تیلک
جوشن تیلک (انگلیسی: Jochen Tilk) کارآفرین، بازرگان و مدیر ارشد اجرایی کانادایی است، که در حال حاضر به‌عنوان مدیر عامل اجرایی شرکت پتاش‌کورپ فعالیت می‌کند.